# Rip Hunter
Rip Hunter è un personaggio DC Comics che comparve per la prima volta in Showcase n. 20 (maggio 1959). Dopo altre tre comparse in Showcase n. 21, 25 e 26, a Rip Hunter fu data una propria serie, che fu pubblicata per un totale di 29 numeri (1961-1965). Successivamente comparve nella serie di otto numeri Time Masters (1990), scritta da Bob Wayne e Lewis Shiner. Rip Hunter fu creato da Jack Miller e Ruben Moreira.

## Storia di pubblicazione
I Challengers of the Unknown sono un quartetto di avventurieri fantascientifici creati da Jack Kirby. Debuttarono nel 1957, e il loro successo commerciale generò altri due personaggi da fantascienza: Cave Carson e Rip Hunter. Hunter fu quello con più successo dei due, con illustrazioni dei nuovi Joe Kubert, Mike Sekowsky e Nick Cardy. Hunter era il leader di un gruppo di viaggiatori temporali che comparivano in vivaci ed accurate avventure storiche in varie epoche. L'editore della DC, Jack Schiff, riportò che lui e lo scrittore Jack Miller si "divertirono un mondo" creando il fumetto.
Rip Hunter ebbe numerose revisioni all'interno dell'Universo DC. Questi cambiamenti furono genericamente connessi ad eventi più grandi e alle linee delle storie. Lo staff creativo e quello editoriale spesso utilizzarono un dispositivo narrativo dentro il fumetto, noto come evento crisi, per spiegare i cambiamenti drammatici delle comparse o della personalità dei personaggi. Ecco come Rip Hunter fu sottoposto a diversi sviluppi all'interno di questo universo immaginario.
Nella sua incarnazione originale, Rip Hunter fu descritto come un uomo comune che utilizzò la Sfera del Tempo creata da lui per viaggiare nel tempo. Aiutato dal suo amico Jeff Smith, dalla sua ragazza Bonnie Baxter, e dal fratello di Bonnie, Corky, vivevano delle avventure attraverso il tempo. Queste storie furono narrate nella serie omonima Rip Hunter...Time Master, che fu pubblicata per un totale di 29 numeri tra il 1961 e il 1965.
Rip comparve poi nella serie Challengers of the Unknown, dove, nell'anno 12000000 d.C., aiutò i Challengers of the Unknown: Swamp Thing e Deadman nello sconfiggere i dittatori Sun Lords. La successiva comparsa più importante del personaggio avvenne in Action Comics dal n. 552 al n. 554. Con l'aiuto di Superman e della squadra nota come Forgotten Heroes, fu prevenuta un'invasione aliena della Terra.
I Forgotten Heroes comparvero nella serie del 1985 Crisi sulle Terre infinite, una miniserie creata per cambiare l'universo immaginario condiviso dai personaggi DC. Durante questa storia, Hunter servì da dispositivo della trama per permettere ai supereroi del Multiverso di viaggiare fino all'alba del tempo dove affrontarono l'Anti-Monitor. La battaglia che ne seguì distrusse letteralmente il Multiverso. Hunter quindi si riunì ad alcuni suoi vecchi compagni dei Forgotten Heroes, così come agli eroi dei fumetti quali Adam Strange e Capitan Comet in una missione per sconfiggere l'Anti-Monitor una volta e per tutte. Con l'aiuto di Brainiac, viaggiarono fino ad Apokolips, dove il tiranno Darkseid utilizzò la sua scienza avanzata per scrutare nell'universo di antimateria e aiutare Alex Luthor, Superman e Superboy-Prime nella loro ultima distruzione dell'Anti-Monitor. Questo evento narrativo permise allo staff creativo della DC Comics di alterare molti degli eroi e delle situazioni immaginarie.
La serie Crisi sulle Terre Infinite fu utilizzata come fattore scatenante per alterare drammaticamente le storie immaginarie di numerosi personaggi. A differenza di altri personaggi, Hunter continuò con la stessa personalità e gli stessi ricordi che precedettero questi eventi. Questo evento fu utilizzato come espediente letterario per descriverlo come un uomo fuori dal tempo e senza una casa. Nessuno ricordò che lui esisteva. Gli scrittori si espansero di più intorno a questo facendo sì che il loro nuovo universo immaginario contenesse una versione alternativa di Rip, una che fosse una nativa di questa linea temporale, nonché una maestra del viaggio temporale.
La versione originale di Rip fu quindi raffigurata mentre attraeva l'attenzione dei Linear Men con i suoi tentativi di raggiungere il suo universo originale. Impressionati da Hunter, i Linear Men lo reclutarono nei loro ranghi e gli scrittori ne alterarono le sembianze; utilizzando lo stress del viaggio temporale come spiegazione per questi cambiamenti. Ora, con i capelli bianchi e alcuni innesti bionici, fu visto in un numero di serie che coinvolgevano il tempo, o la manipolazione del tempo come elemento della narrazione - più che altro durante gli eventi della miniserie Ora Zero.
In The Kingdom, Hunter si ribellò ai Linear Men, che credevano che il tempo seguiva un singolo corso di eventi, e unì le forze a quelle di Superman, Batman e Wonder Woman. Unì le forze anche con giovani eroi del futuro, per fermare il criminale viaggiatore del tempo noto come Gog nei suoi sforzi di distruggere il Kansas vent'anni prima del previsto. Come risultato di questa battaglia, Hunter finì per infrangere la barriera dell'Ipertempo, rivelando che i Linear Men si sbagliavano riguardo alla non-esistenza di linee temporali alternative nell'universo post-Crisi. Rip rivelò anche che la linea temporale di The Kingdom esisteva nonostante ciò che accadeva nel presente.
Poco dopo, i Linear Men, incluso il Rip Hunter originale, furono distrutti durante l'assalto furioso di Imperiex. Anche se le loro coscienze sopravvissero, e infine costruirono nuovi corpi per sé stessi, furono resi pazzi da quell'esperienza. La Quintessenza, un gruppo di esseri cosmici che si consigliavano a vicenda, sciolsero i Linear Men, e Hunter scomparve in un "mulinello".
Parallela a queste storie, un'altra versione di Rip Hunter viveva le sue avventure; come inventore del viaggio nel tempo dell'universo post-Crisi. In questo universo, Hunter aiutò gli eroi Booster Gold e Animal Man nelle loro avventure nel tempo, prima di sventare la cospirazione degli Illuminati durante la serie di otto numeri Time Masters. Questa presa più grintosa e realistica del personaggio (simbolizzata da un paio di jeans e di una maglietta piuttosto che con un costume) tentarono di cambiare il passato o di prevenire che gli Illuminati, guidati da Vandal Savage, di entrare nell'esistenza. Durante la serie, un parente del personaggio noto come Dan Hunter decise di restare nel passato al tempo della Guerra d'indipendenza americana. Questo fu utilizzato per creare un collegamento tra Rip Hunter e il tematico western preesistente Dan Hunter, un personaggio solitamente associato a Tomahawk. La serie si concluse con Hunter che veniva bloccato nel passato preistorico.
Nella serie Chronos, con protagonista Walker Gabriel, una versione alternativa di Gabriel che sperimentava con il viaggio nel tempo per prevenire la Terza Guerra Mondiale, menzionò un orribile incidente sofferto da un certo Comandante Hunter, che apparentemente sparse sé stesso nel tempo, con solo "pezzi di carne e ossa" che continuavano a risincronizzarsi nel laboratorio.
La più grande comparsa successiva di Rip avvenne nelle pagine della serie del 2004 Justice Society of America, dove portò alcuni membri della Justice Society moderna indietro nel tempo per sconfiggere il criminale Per Degaton. Ancora una volta, Rip servì come espediente che permetteva il viaggio nel tempo, e per gli altri eroi significava un viaggio avanti e indietro nel tempo. Questa versione del personaggio ritornò in un costume con influenze fantascientifiche e utilizzava una bolla temporale. Le ramificazioni di essere un viaggiatore temporale furono esplorate dallo scrittore Geoff Johns, che tramutò il nome di Rip Hunter in un alias. Questo spiegò che essere una parte del tentativo del personaggio di nascondere tutti i dettagli della sua storia, tranne un nemico che viaggiò indietro nel tempo e lo uccise mentre era un bambino.
I temi del tempo e i cambiamenti della linea temporale furono poi esplorati nella serie settimanale 52. Dopo gli eventi narrati nella miniserie Crisi infinita, Booster Gold cercò di contattare Rip Hunter. Booster scoprì la sua base di operazioni in un bunker di cemento bloccato nel tempo nel deserto dell'Arizona, ma quando infine riuscì ad entrare nel bunker, trovò solo una lavagna, un globo, alcuni pezzi di carta pieni di scritti a proposito del futuro. Questi figli si riferivano a fatti ed eventi come la mortalità di Vandal Savage, l'ultima Fossa di Lazzaro di Nyssa Raatko, e le comparse del misterioso Supernova. Lo scopo della lavagna era di fornire informazioni per i lettori a proposito della storia in arrivo all'interno di quella serie e di altri fumetti DC Comics.
Mentre la serie progrediva, molti personaggi che viaggiano nel tempo, come Waverider, furono uccisi da una misteriosa figura che si rivelò più avanti essere Skeets.
Infine, Hunter comparve nella città in bottiglia di Kandor. Lavorando con Supernova, Hunter tentò di mettere insieme una macchina che avrebbe "messo a posto" il tempo prima che Skeets potesse trovarlo. Quando Skeets attaccò Kandor, Supernova riprese l'identità di Booster Gold e si batté con Skeets utilizzando articoli speciali riuniti da tutto il pianeta. Quindi, Rip Hunter e Booster Gold si teletrasportarono via, facendo arrabbiare Skeets ancora di più. Dopo aver scoperto che Mr. Mind si trovava all'interno di Skeets, Rip Hunter utilizzò T.O. Morrow e la testa mozzata di Red Tornado come esca per il verme venusiano. Mr. Mind si tramutò nella forma di un imago quasi onnipotente, un ipermosca che si nutriva degli universi. Hunter rivelò quindi a Booster e al suo antenato Daniel Carter che il Multiverso era stato ricostituito come 52 universi individuali come risultato delle azioni di Alex Luthor dopo che fuggì dalla sua "dimensione paradiso". Mr. Mind cercò di divorare ogni universo parallelo, e imprigionandolo in una frattura temporale, il Multiverso venne salvato. Hunter avvisò gli altri di mantenere il Multiverso segreto al tempo, in quanto si stava preparando ad esplorarlo.

### Booster Gold
Rip comparve successivamente come parte integrante del cast della serie Booster Gold. Qui, Rip agì da compagno e capo di Booster Gold. La sua identità si rivelò essere quella del figlio ancora non nato di Booster e che la maggior parte, se non tutte, delle commissioni di imprese di Rip furono commissionate proprio da Booster.
Per proteggere sé stesso e la sua stessa storia, Rip costrinse Booster a respingere l'adesione alla Justice League formata di recente e di continuare ad agire come una cantonata auto assorbita al fine di rendere sicuro che l'eredità di suo padre fosse uno di tanti fallimenti e venisse infine dimenticato dalla storia. Questo fece sì che i criminali che viaggiavano nel tempo non potessero uccidere Booster nel passato, cancellando nel frattempo anche Rip e i vari lavori che lui e Booster avevano eseguito per proteggere la linea temporale. Rip e un Booster più maturo interagirono occasionalmente durante la missione delle loro versioni presenti, mentre cercavano di manipolare Booster (in particolare, facendosi beffe di lui con la possibilità di cambiare la storia e prevenire la morte di Ted Kord e lo storpiamento della ex ragazza di Kord, Barbara Gordon).
Nel blog su Checkmate di Carl Draper, ci fu un riferimento allo Smith-Baxter Group, una consulenza sul viaggio temporale i cui fondatori furono addestrati da Rip Hunter (presumibilmente Jeff Smith e Bonnie e/o Corky Baxter dalla miniserie Time Masters).
Questa nuova versione di Rip Hunter era molto più crudele e oscura di quella precedentemente descritta: a parte le sue occasionali manipolazioni di Booster Gold, imprigionò i membri sopravvissuti dei Linear Men e ingaggiò una tortura verso coloro che cercavano di alterare il passato per un proprio tornaconto personale.

### The New 52
Anche se Rip Hunter fu mostrato mentre veniva sbattuto fuori dall'esistenza dopo la fine di Flashpoint e la fusione di tre linee temporali separate, fu rivelato in Justice League International Annual n. 1 che sopravvisse e si rivoltò contro il Booster Gold pre-Flashpoint (che sopravvisse all'aggiornamento dell'Universo DC alla fine di Flashpoint). Attraverso dei mezzi ancora non scoperti, Rip Hunter riuscì ad uccidere suo padre mentre Booster avvertiva freneticamente la sua nuova controparte che la storia tra Wonder Woman e Superman avrebbe cancellato il futuro da cui lui proveniva dall'esistenza.

### Time Masters: Vanishing Point
Rip, insieme a Booster Gold, Superman e Hal Jordan, fu protagonista di Time Masters: Vanishing Point, una serie limitata compagna del fumetto Batman: il ritorno di Bruce Wayne. La serie seguì il viaggio degli eroi per trovare Batman che era perso nel tempo dopo gli eventi descritti in Crisi finale.

## In altri media

### Televisione
- Rip Hunter comparve nell'episodio "Time Out for Vengeance!" della serie animata Batman: The Brave and the Bold. Aiutò Batman e la Justice League International a viaggiare nel tempo per salvare altre versioni di Batman dagli scagnozzi di Equinox.
- Rip Hunter impersonato dall'attore inglese Arthur Darvill, conosciuto in particolare per aver ricoperto il ruolo di Rory Williams nella serie Doctor Who, presentando varie analogie con il suo vecchio ruolo. è protagonista insieme ad altri eroi DC dello spin-off di Arrow, Vixen e The Flash chiamato Legends of Tomorrow, voluto dalla rete americana The CW.